# Jean Philopon
Jean Philopon (en grec Ἰωάννης ὁ Φιλόπονος, en arabe Yaḥyā al-Naḥwī ou Jean le Grammairien) est un grammairien, philosophe et théologien chrétien de langue grecque, né sans doute à Alexandrie vers 490/495 et mort après 568. Plusieurs de ses ouvrages sont conservés, soit en grec, soit dans des traductions syriaques ou arabes.

## Biographie
Très peu de choses sont connues de sa vie. Il est appelé soit « Jean Philopon », soit « Jean le Grammairien ». « Φιλόπονος » (« travailleur », « actif ») était un surnom louangeur, mais il révèle peut-être plus précisément une association avec les « Φιλόπονοι », groupe paraclérical de l'Église d'Alexandrie ; rien n'indique qu'il ait jamais été autre chose que chrétien (d'autant qu'on ne lui connaît aucun autre nom que « Jean »). « Γραμματικός » signifie « professeur de grammaire (et de lettres) », et c'est le titre qu'il se donnait à lui-même dans ses livres (selon le témoignage aussi de Simplicius) ; ce titre indique apparemment qu'il n'a jamais occupé de chaire de philosophie, mais on n'a pas d'informations sur son activité d'enseignement. Il a suivi les cours du philosophe Ammonios, fils d'Hermias, et a publié huit cours de philosophie dont certains au moins sont des notes prises par lui ou d'autres étudiants en écoutant le maître : cours sur les Catégories, les Premiers et Seconds Analytiques, la Physique, le De generatione et corruptione, les Météorologiques et le De anima d'Aristote, et sur l'Arithmétique de Nicomaque de Gérase ; dans les titres de quatre (Prem. et Sec. Anal., De gen. et corr. et De anima), il est spécifié qu'il s'agit de cours d'Ammonios, et dans ceux de trois d'entre eux (pas celui sur les Prem. Anal.), que Philopon a ajouté une contribution personnelle (« μετά τινων ἰδίων ἐπιστάσεων »). Le cours sur la Physique est précisément daté (cf. 4.10) : il est de 517 (la date indiquée est le 10 mai). Selon Georges Choiroboscos, comme grammairien son maître fut un certain Romanos.
En 529, Philopon publie un traité Contre Proclus, Sur l'éternité du monde, réfutation du petit livre de Proclus Contre les chrétiens, Dix-huit arguments sur l'éternité du monde, où il discute les arguments un à un en s'appuyant uniquement sur la philosophie.
La même année, l'empereur Justinien promulguait son édit ordonnant la fermeture des écoles philosophiques d'Athènes ; il y a sans doute un lien entre les deux événements, et on peut penser que Philopon, principal éditeur des cours d'Ammonios, occupait une certaine position dans l'École néoplatonicienne d'Alexandrie (alors sans doute dirigée par Eutocius d'Ascalon), et que sa publication avait pour but de rassurer les autorités sur les opinions religieuses de l'École.
À partir d'une certaine époque (les années 540?), Philopon se consacra à la rédaction de traités de théologie chrétienne de parti-pris monophysite, formulée dans les termes de la philosophie d'Aristote. Un texte appelé Tmêmata, résumé (en traduction syriaque) par Michel le Syrien (Chron., II, l. 8, ch. 13), contient des références au concile de Constantinople de 553 (tenu « de nos jours »). Le traité Sur la création du monde (seul de ses traités de théologie conservé en grec) est adressé à un évêque Serge qui est peut-être le monophysite Serge de Tella (patriarche d'Antioche des jacobites de 557/58 à 561), mais cette identification n'est pas unanimement acceptée. Au début des années 560, Philopon adhéra au trithéisme fondé par Jean Asqunagès et rédigea un traité (perdu) qui devint le principal texte de référence du groupe ; cette adhésion au trithéisme lui vaudra une condamnation des chrétiens orthodoxes et des monophysites. Un peu plus tard, il publia un autre traité, Sur la résurrection, qui divisa les « trithéites » en deux groupes opposés.

## Grammaire
Plusieurs traités de grammaire sont attribués dans les manuscrits à « Jean le Grammairien », et Philopon est d'autre part cité par Jean Charax et Georges Choiroboscos. On a un traité Τονικὰ παραγγέλματα ἐν ἐπιτομῇ (éd. Karl Dindorf, Leipzig, 1825), un autre Περὶ τῶν διαφόρως τονουμένων καὶ διάφορα σημαινόντων (éd. L. W. Daly, MAPS, Philadelphie, 1983), qui sont donc deux traités sur l'accentuation en grec. Il y a également un traité sur les barbarismes et solécismes dans le manuscrit Vindob. phil. gr. 347, et d'autre part des extraits d'un ouvrage Περὶ αἰολίδος (sur le dialecte éolien). L'attribution de tout cela à Jean Philopon reste incertaine.

## Philosophie

### Les commentaires d'Aristote
Les premiers commentaires de Jean Philopon sont écrits, comme il le précise dans leur titre, à partir des cours d’Ammonios, fils d'Hermias. Par la suite il est peut-être chargé d'enseignement, et ses commentaires remettent en cause de façon remarquable certaines doctrines de la tradition aristotélicienne, notamment dans son Commentaire sur la Physique d’Aristote de 517 :
- les rayons du soleil chauffent l’air de la zone sublunaire
- les projectiles continuent d’avancer par l’effet d’une force motrice transmise par le lanceur (et non par la poussée de l’air)[14]. Voir l'article Impetus ;
- l’air est un obstacle au mouvement des projectiles
- le vide existe (expérience de la pipette)
- le mouvement dans le vide est possible

### Travaux en astronomie

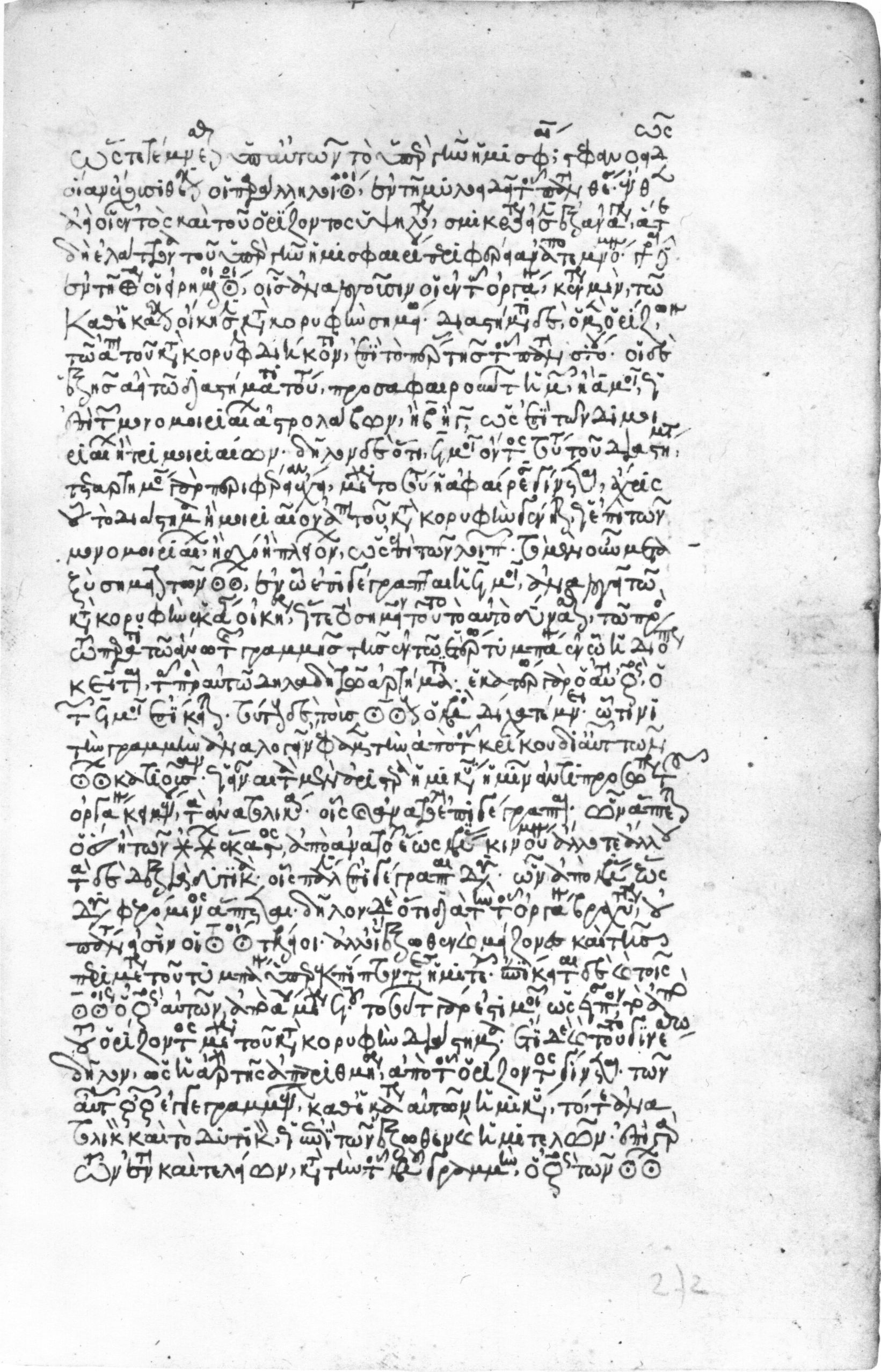
Jean Philopon, De usu astrolabii ("traité de l'astrolabe"), manuscrit Florence, Biblioteca Medicea Laurenziana, Plut. 28,16, fol. 272r., daté de 1381-1382.

Jean Philopon a écrit le plus ancien texte conservé sur l'astrolabe, Le traité de l'astrolabe, qui décrit l'astrolabe planisphérique et ses usages. Il y fait référence aux travaux de son maître Ammonios.

### Les traités métaphysiques
En 529, l’année où Justinien ferme l’École néoplatonicienne d'Athènes, il publie Sur l’Éternité du Monde contre Proclos dans lequel il réfute les arguments de Proclos sur l’éternité de la Matière en utilisant le Timée.
Il publie par la suite Sur l’Éternité du Monde contre Aristote dans lequel il réfute les positions d’Aristote sur le cinquième élément (l'éther) et l’éternité du mouvement et du temps.
Un épitomé arabe d'un traité intitulé Sur la contingence du monde (ou son caractère créé : ḥadaṯ) a été trouvé dans un manuscrit de la Bibliothèque bodléienne d'Oxford (Ms. Huntington 240, d'origine copte).
Il est durement critiqué par les philosophes païens contemporains pour ces publications. Simplicius lui dénie la qualité de philosophe et le compare à une corneille qui se pare des plumes d'autrui ; il doute qu'il ait été l'élève d'Ammonios et que ce qu'il écrit vienne vraiment de lui.

## Les traités théologiques
À partir de 540, Jean Philopon semble se consacrer uniquement à des travaux théologiques.
La Création du monde (Περὶ κοσμοποιίας) se présente comme une réfutation du Commentaire de la Genèse de Théodore de Mopsueste qui lui-même critiquait les Homélies sur l’Hexaemeron prononcées en 378 par Basile de Césarée.
Jean Philopon défend une lecture allégorique de la Bible et le modèle grec de l’univers sphérique en invitant dans le débat Platon, Aristote et Ptolémée. Il s’oppose à la représentation du monde étagé, exposée, à la même période, par Cosmas Indicopleustès, dans la Topographie chrétienne.
Dans le Livre 1, il propose d’expliquer les mouvements de l’univers en utilisant la notion de « force motrice » qu’il a antérieurement proposée pour le monde « sublunaire» ; par là-même il conteste la dichotomie aristotélicienne du ciel et de la terre.
Dans les Tmimata (Τμήματα) et dans L’Arbitre (Διαιτητής, ἢ περὶ ἑνώσεως), se faisant le porte-parole des monophysites, il combat à l'aide de catégories aristotéliciennes la théologie du nestorianisme, et celle du concile de Chalcédoine qu'il assimile au nestorianisme.
Le traité De la Trinité (Περὶ Τριάδος), qui a été l'ouvrage de référence du trithéisme, est cité notamment dans la réfutation qu'en fit le jacobite Jean des Kellia. Dans le traité suivant Sur la résurrection (Περὶ ἀναστάσεως), qui divisa les trithéites, Philopon soutenait que les morts ne ressusciteraient pas dans les corps actuels, mais dans de nouveaux corps « plus subtils que l'air ».
Après Basile de Césarée et Zacharie, Jean Philopon, soucieux de christianiser la philosophie grecque, élabore une réfutation systématique de la conception aristotélicienne d'un monde éternel, défendue et renouvelée par Ammonios et Proclos. Dans ses deux ouvrages, De l'éternité du monde contre Proclos (529) et De la création du monde, Jean Philopon dégage le sens historique que la création ex nihilo confère au monde. Si le monde a commencé à un moment donné, il finira à un autre moment. Entre le début et la fin du monde, il importe de dégager le sens historique de la Création dont le Christ est la pierre angulaire.
Dans De la création du monde, Jean Philopon a montré que saint Basile, saint Grégoire de Nysse, saint Grégoire de Nazianze, saint Athanase, et la plupart des Pères de l'Église ont admis que la Terre était ronde.
Tant savant que philosophe, on trouve dans ses commentaires d'Aristote, que les auteurs arabes ont lus et étudiés, le premier exposé de la théorie mécanique de l'impetus : la main qui lance un projectile lui imprime un élan (impetus) qui persiste dans le projectile après qu'il a quitté la main. Reprise et développée, cette théorie a influencé le développement de la mécanique moderne.
« Il est réputé pour avoir, le premier, tenté une synthèse de la pensée chrétienne avec la tradition aristotélicienne fortement marquée par le néoplatonisme et le stoïcisme » (Encyclopédie de la philosophie, Le livre de poche, 2002, p. 843).

## Médecine
Chez les Arabes du Moyen Âge, le nom de « Jean le Grammairien » (« Yaḥyā al-Naḥwī », avec parfois aussi une épithète traduisant philoponos) était associé à un certain nombre d'ouvrages médicaux provenant des écoles de médecine d'Alexandrie. Il y a certainement eu des confusions de personnes, et en tout cas rien n'indique que « Jean Philopon » commentateur d'Aristote et théologien chrétien du VIe siècle ait jamais exercé la médecine. Il est cité parmi les savants d'Alexandrie ayant mis au point le corpus galénique appelé Summaria Alexandrinorum (Jawāmi' al-Iskandarāniyyīn). La première Histoire des médecins en langue arabe, due à Ishaq ibn Hunayn (fils du célèbre médecin et traducteur du IXe siècle Hunayn ibn Ishaq), serait tirée d'un ouvrage analogue de « Jean Philopon » pour tout ce qui concerne l'Antiquité grecque (histoire poursuivie jusqu'en 903, an 290 de l'Hégire, par Ishaq). Sinon, il y a un commentaire du De usu partium de Galien traduit en arabe au Xe siècle (probablement depuis le syriaque) par le traducteur Abū 'Alī ibn Zur'ah (943-1008, chrétien jacobite de Bagdad) ; un commentaire du De pulsibus ad tirones du même Galien, traduit en arabe par Sa'īd ibn Abū 'Uṯmān al-Dimishqī (fl. vers 900), dans le manuscrit Berol. ar. 6230 ; et plusieurs commentaires de textes d'Hippocrate. En tout cas il semble qu'on identifie un « Jean d'Alexandrie » (« Johannes Alexandrinus »), médecin du VIIe siècle, comme auteur du commentaire au De natura pueri d'Hippocrate conservé en grec dans le manuscrit Laurent. gr. 59.14, d'un commentaire du sixième livre des Épidémies du même Hippocrate conservé dans une traduction latine, et d'un commentaire du De sectis de Galien.

### Ouvrages
On trouve les ouvrages de Jean Philopon, en grec, dans la collection Commentaria in Aristotelem Graeca (CAG), de l'Académie de Berlin, Berlin, éd. Reimer, 1882-1909, aux tomes XIV, XV, XVI, XVII. Ils sont traduits en anglais dans la collection The Ancient Commentators on Aristotle, King's College, Richard Sarabji dir., Duckworth and Cornell University Press, 1987 ss. Souvent il s'agit des conférences d'Ammonios, notées par Jean Philopon.
- CAG XIV 2 : (sous le nom de Jean Philopon) Commentaire sur 'De la génération et de la corruption' d'Aristote, édi. par H. Vitelli : In Aristotelis libros 'De Generatione et Corruptione' commentaria, 1897. (Commentaire fondé sur l'enseignement d'Ammonios, sans critique d'Aristote). Trad. an. C. J. F. Williams, I. Kupreeva, E. Gannagé, Philoponus, On Aristotle on Coming to Be and Perishing, Londres, Duckworth and Cornell University Press, The Ancient Commentators on Aristotle, 1999, 2000, 2005.
- CAG XV : (sous le nom de Jean Philopon) Commentaire sur le traité 'De l'âme' d'Aristote (vers 510-515), édi. par Michael Hayduck : In Aristotelis 'De Anima' libros commentaria, Berlin, 1897. (This work on Aristotle's On the Soul contains rather mature commentary ; evidence suggests, however, that the work comes early in Philoponus'career, and it therefore seems reasonable to assume that the substance of the ideas expressed in it is by his teacher Ammonios. Certains savants attribuent le commentaire du livre III du Traité de l'âme d'Aristote (424 b 22 sq.) à Étienne d'Alexandrie : voir Jean Philopon, Commentaire sur le 'De anima' d'Aristote, traduction de Guillaume de Moerbeke, édi. par G. Verbeke, Corpus Latinum Commentariorum in Aristotelem Graecorum, III, Paris, Éditions Béatrice-Nauwelaerts, 1966. Trad. an. W. Charlton, P. van der Eijk, H. Blumenthal, P. Van der Eijk : Philoponus, On Aristotle On the Soul, Londres, Duckworth and Cornell University Press, The Ancient Commentators on Aristotle, 2000, 2005, 2006.
- CAG XIII, 1 : Commentaire sur les 'Catégories' d'Aristote, édi. par A. Busse : In Aristotelis Categorias commentarium, 1898.
- CAG XIII 2 : (sous le nom de Jean Philopon) : Commentaire sur les 'Premiers Analytiques' d'Aristote, édi. par M. Wallies, Berlin, 1905. (Le seul ancien commentaire complet existant sur les Premiers Analytiques. est considéré fondé sur l'enseignement d'Ammonios).
- CAG XIII 3 : (sous le nom de Jean Philopon) : Commentaire sur les 'Seconds Analytiques' d'Aristote, édi. par M. Wallies : In Aristotelis Analytica Posteriora commentaria cum Anonymo in librum II, 1909. (Ce commentaire est considéré fondé sur l'enseignement d'Ammonios, avec toutefois des révisions ultérieures). Trad. an. R. McKirahan, O. Goldin, Philoponus. On Aristotle Posterior Analytics, Londres, Duckworth and Cornell University Press, Ancient Commentators on Aristotle, 2008.
- CAG XVI-XVII : Commentaire de la 'Physique' d'Aristote, édi. par Hieronymus Vitelli : In Aristotelis 'Physica' commentaria, Berlin, 1887-1888. (Le plus important commentaire de Philopon, dans lequel il conteste les positions d'Aristote sur le temps, l'espace, le vide, la matière et la dynamique) Trad. an. A. R. Lacey, Philoponus, On Aristotle's 'Physics ' 2, Londres, Duckworth and Cornell University Press, The Ancient Commentators on Aristotle, 1993 ; trad. M. Edwards, Philoponus, On Aristotle's 'Physics' 3, 1994 ; P. Lettinck, Philoponus, On Aristotle's 'Physics' 5-8 (Arabic Fragments), 1993-1994 ; trad. D. Furley, Philoponus, Corollaries on Place and Void, 1991.
- CAG XIV 1 : Commentaire sur les 'Météorologiques' d'Aristote (vers 530-535)[27], édi. par M. Hayduck, Berlin, éd. Reimer, 1901. Traduction partielle : Adrian Mihai, L'Hadès céleste, Classiques Garnier, 2015, p. 87-90, 419-429.
- De l'éternité du monde contre Proclos (Contra Proclum. De aeternitate mundi, 529). Trad. an. M. Share, J. Wilberding : Philoponus, Against Proclus on the Eternity of the World, Londres, Duckworth and Cornell University Press, Ancient Commentators on Aristotle, 2005, 2006. Le livre XI est traduit en fr. dans l'ouvrage de Pascal Mueller-Jourdan.
- De l'éternité du monde contre Aristote (vers 530-533). Trad. an. C. Wildberg : Against Aristotle on the eternity of the World, Londres, Duckworth and Cornell University Press, Ancient Commentators on Aristotle, 1987.
- De la création du monde (entre 546 et 549). Trad. fr. MC. Rosset et MH. Congourdeau; "La Création du monde", Paris, Migne, 2004.
- Commentaire sur l'Introduction arithmétique' de Nicomaque de Gérasa
- Traité de l'astrolabe (Astrolabica), Alain Philippe Segonds, Charles-Benoît Hase, et Société internationale de l'astrolabe, Librairie Alain Brieux, Paris, 1981.
- Traité de l'astrolabe, texte grec, traduction et commentaire Claude Jarry, CUF, série grecque, Les Belles Lettres, Paris, 2015.
- De usu astrolabii eiusque constructione. Über die Anfertigung des Astrolabs und seine Anfertigung, édi. et trad. H. Rohner, A. Stückelberger, Walter de Gruyter, Berlin 2015 (Bibliotheca scriptorum graecorum et romanorum Teubneriana. BT 2016). Édition critique, avec traduction allemande.
- L'Arbitre, version syriaque et traduction latine dans A. Sanda, Opuscula monophysitica Ioannis Philoponi, Beyrouth, Typographia Catholica PP.Soc.Jesu, 1930. Traduction française des fragments grecs dans A. Lecerf, « Jean Philopon – Traduction des fragments grecs de l’Arbitre », présentation des textes par I. Papachristou, dans F. Baghdassarian, I. Papachristou, S. Toulouse (éds.), Relectures néoplatoniciennes de la théologie d’Aristote, Academia Verlag, Baden-Baden 2020 (International Aristotle Studies 9), p. 167-199.
- Tmimata, Contre le concile de Chalcédoine, longs passages reproduits dans la Chronique de Michel le Syrien, traduction française de Jean-Baptiste Chabot, tome 2, Pierre Leroux, Paris, 1901.

### Études
- Martin Achard, Jean Philopon, Commentaire aux Seconds Analytiques, 12, 4-20, 2, dans J.-M. Narbonne et P.-H. Poirier (éds.), Gnose et Philosophie. Mélanges en hommage à Pierre Hadot, Québec, Les Presses de l’Université Laval, 2009, p. 31-40.
- (en) F.A.J. de Haas, John Philoponus' new definition of prime matter, Brill, 1996.
- Pierre Duhem, Le système du Monde, I, p. 313-330, 351-398.
- Pierre Duhem, Études sur Léonard de Vinci, II, p. 189-191.
- Pantelis Golitsis, Les commentaires de Simplicius et de Jean Philopon à la "Physique" d'Aristote, Walter de Gruyter, 2008.
- Theresia Hainthaler, Jean Philopon, philosophe et théologien à Alexandrie, dans A. Grillmeier, Le Christ dans la tradition chrétienne, II 4 : L’Église d’Alexandrie, la Nubie et l’Éthiopie après 451, p. 165-215. Paris, Les Éditions du Cerf, 1996.
- (en) Inna Kupreeva, Philiponus: On Aristotle Meteorology, Duckworth Publishers, 2011.
- (en) Peter Lautner, Methods in examining Sense-perception : John Philoponus and Ps.-Simplicius, dans Martin Achard et François Renaud (éds.), Le commentaire philosophique (II), Laval théologique et philosophique, 64.3, 2008, p. 651-661.
- Cyrille Michon, Thomas d'Aquin et la controverse sur "L'Éternité du monde", GF Flammarion, Paris, 2004.
- Pascal Mueller-Jourdan, Gloses et commentaire du livre XI du Contra Proclum de Jean Philopon, Autour de la Matière première du monde, 2011, Brill, Philosophia antiqua, vol.125.
- Henri-Dominique Saffrey, Le chrétien Jean Philopon et la survivance de l'école d'Alexandrie au VIe s., Revue des études grecques, LXVII (1954), p. 396-410.
- (en) S. Sambursky, The physical world of late antiquity, Londres, 1962, ch.IV.
- (en) R. Sorabji, Time, Creation and the Continuum, London: Duckworth, p. 193-231. 1983.
- (en) R. Sorabji (dir.), Philoponus and the Rejection of Aristotelian Science, Londres, Cornell University Press, 1987.
- (en) R. Sorabji, Matter, Space, and Motion, London: Duckworth, p. 227-48. 1988.
- R. Vancourt, Les derniers commentateurs alexandrins d'Aristote, Faculté catholique de Lille, 1941.
- (en) K. Verrycken, The development of Philoponus' thought and its chronology. In Aristotle Transformed, ed. R. Sorabji, London: Duckworth, p. 233-74. 1990.
- (en) Christian Wildberg, John Philiponus' Criticism of Aristotle's Theory of Aether, De Gruyter Incorporated.